# Chrysopilus grandis
Chrysopilus grandis är en tvåvingeart som beskrevs av Yang 1993. Chrysopilus grandis ingår i släktet Chrysopilus och familjen snäppflugor. Inga underarter finns listade i Catalogue of Life.